# 徐建 (1972年)
徐建（1972年7月—），安徽合肥人，汉族，中国共产党党员。中华人民共和国政治人物，中国共产党第二十次全国代表大会代表。

## 生平
徐建早年在南市区城市规划设计室工作。南市区撤销并入黄浦区后，徐建进入黄浦区城市规划设计室工作，后在黄浦区城市规划管理局、黄浦区规划和土地管理局工作。之后担任徐汇区副区长，徐汇区委常委。2019年，任上海市水务局局长、市海洋局局长。2021年5月，任上海市青浦区区长，同年9月，任青浦区委书记。
2024年12月，调入重庆市任职。12月27日，任重庆市人民政府副市长。